# Красногорлая чёрная каракара
Красногорлая чёрная каракара (лат. Ibycter americanus) — вид птиц из семейства соколиных. Его помещают в монотипический род Ibycter, но иногда объединяют с Daptrius ater в составе рода Daptrius. Питаются преимущественно личинками пчёл и ос, но также поедает взрослых насекомых, фрукты и ягоды.

## Распространение
Обитают на территории Мексики, Боливии, Бразилии, Колумбии, Коста-Рики, Сальвадора, Венесуэлы, Эквадора, Французской Гвианы, Гватемалы, Гайаны, Гондураса, Никарагуа, Панамы и Перу.

## Описание
Средняя длина тела самца 51 см, самки — 56 см. Половой диморфизм отсутствует. Длина клюва самца 2,5 см, крыла 35, 55 см, хвоста 24,96 см. Длина клюва самки 2,58 см, крыла 35,93 см, хвоста 25,31 см.

## Биология
Общественные хищные птицы. Летают медленно.
МСОП присвоил виду охранный статус LC.